# Teucholabis spica
Teucholabis spica är en tvåvingeart som beskrevs av Alexander 1943. Teucholabis spica ingår i släktet Teucholabis och familjen småharkrankar.
Artens utbredningsområde är Ecuador. Inga underarter finns listade i Catalogue of Life.